# Фрідріх Зіруп
Фрідріх Зіруп (9 жовтня 1881 року в Люхові (Нижня Саксонія); † 31 серпня 1945 року в Оранієнбург) — німецький юрист і політичний діяч (безпартійний, пізніше член НСРПН). Продовж багатьох років працював президентом Німецької адміністрації труда, а в 1932-33 роках обіймав посаду райхсміністра праці за часів Курта фон Шляйхера. З 1936 по 1942 рік уповноважений у справах працевлаштування в Німеччині, займаючись організацією нацистських примусових робіт, доки весною 1942 року Фріц Заукель не позбавив його повинності.

## Біографія
Зіруп народився в Люхові, округ Данненберг, у прусській провінції Ганновер. Син поштового чиновника вивчав інженерні науки, а також право і політологію. У 1905 році заступив на службу у прусську промислову інспекцію, де працював до 1918 року, і за цей час зміг прославитися науковими публікаціями у сфері охорони труда і соціального положення робітничої сили. У листопаді 1918 року Зіруп був делегований до міністерства демобілізації займаючись реінтеграцією колишніх військових. Перебуваючи на посту приклав руки до створення Райхсбюро у справах працевлаштування, очоливши його у 1920 році. З 1927 року до кінця 1938 займав пост Райхсвера у справах працевлаштування і страхування. Коли центральний апарат цієї досі автономної установи був включений до складу Райхсміністерства праці, Сиропа було призначено державним секретарем іністерства.
У кабінеті Курта фон Шляйхера, останньому перед приходом до влади Адольфа Гітлера, Зіроп був райхсміністром труда (незалежним); однак Гітлер повернув його на колишнє місце роботи. Герман Герінг як комісар чотирирічного плану призначив Зіропа в 1936 керівником Geschäftsgruppe Arbeitseinsatz (бізнес-групи з розгортання трудових ресурсів). Після "Aktion Arbeitsscheu Reich" 1938 року він наказав працевлаштувати всіх безробітних євреїв Німеччини. Бувши призначеним членом Державної ради Пруссії з 1939 року, 2 травня 1941 року Зіруп був присутній на засіданні державного секретаря щодо плану "Голод" у рамках підготовки операції "Барбаросса" вторгнення до Радянського Союзу.
У 1941 році Зіроп пережив занепад сил. Після тривалої хвороби він знову взявся до роботи, але тільки на неповний робочий день. Це стало вирішальним фактором при призначенні гауляйтера Тюрінгії Фріца Заукеля генеральним уповноваженим з трудового розгортання 21 березня 1942, фактично поставивши Зіропа у крихке положення під упорядкуванням Заукеля.
Коли війна закінчилася, Зіроп лишився у Берліні, хоча міг рятуватися втечею. 7 червня 1945 року він був депортований до спеціального табору НКВС № 7 у Заксенхаузені, де помер через кілька місяців.